# Aplington
Aplington – miasto w Stanach Zjednoczonych, w stanie Iowa, w hrabstwie Butler.

## Demografia
W 2000 liczyło 1054 mieszkańców. W 2023 liczba mieszkańców wzrosła nieznacznie do 1089 osób, a gęstość zaludnienia do 726 osób/km².